# Ranigat
Ranigat ("roca de la reina") és una antiga fortalesa del territori muntanyós del paixtus Khudu Khel avui al tehsil Totalai al districte de Buner, Pakistan. La zona fou agregada a la llista provisional de llocs Patrimoni de la Humanitat el 30 de gener de 2004 en categoria cultural. La població més propera és Nogram. Fou identificada el 1848 pel general Cunningham com l'antiga Aornos dels historiadors alexandrins si bé encara que tots els detalls són coincidents no ho és l'altura (la fortalesa està a uns 300 metres que per una gran fortalesa ja és considerable, però menor que l'assenyalada pels historiadors que la situen a més de 2000 metres). El 1854 el general James Abbott va suggerir que la muntanya Mahaban era el lloc correcte i el 1863 Loewenthal va reprendre la hipòtesi del fort de Raja Hodi al front d'Attock que ja havia suggerit anteriorment el general Court. Després d'una re-consideració, Cunningham va ratificar la seva identificació.